# 第一次聖奧爾本斯戰役
第一次聖奧爾本斯戰役发生于 1455 年 5 月 22 日伦敦以北 22 英里（35 公里）的圣奥尔本斯举行。一般认为此战标志着玫瑰战争的开始 。 约克公爵理查德和他的盟友索尔兹伯里伯爵和沃里克伯爵击败了萨默塞特公爵埃德蒙·博福特指挥的王室军队。不同寻常的是，此战大部分战斗发生在圣奥尔本镇的街头，一家小酒馆被用作堡垒。萨默塞特公爵在战斗中阵亡，亨利六世国王被俘，为随后的议会任命约克公爵理查德为护国公扫清了道路。 

## 背景
1454 年，亨利六世因精神疾病丧失执政能力，因此已成年的继承顺位最高的约克公爵理查德被召回宫廷担任摄政。早在1447年，约克公爵被他长年的政敌，国王的近臣萨默塞特公爵埃德蒙·博福特赶出英格兰，被任命为爱尔兰总督。之后埃德蒙·博福特被授予法国总督，负责法国的军事行动。但博福特在指挥军队上非常无能，英军丢失了大量在法国赢得的领土。因此，约克的理查之所以能回到伦敦，是得到了贵族的大力支持，他们中的大多数人都无法容忍博福特在法国的失败。约克的理查在担任摄政期间，关押了博福特，并试图对他进行审判。他同时希望在亨利六世没有子嗣的情况下被确认为英国王位的推定继承人。
但到 1454 年圣诞节，亨利六世从精神病中恢复过来，约克公爵失去继续摄政的名义。 萨默塞特被释放并恢复了他以前的权力地位。1455 年 4 月中旬，亨利和一些贵族会议在威斯敏斯特重新召集了宫廷，决定在莱斯特举行一次会议。约克公爵和他最亲密的盟友预计萨默塞特会在这次会议上对他们提出指控。于是他们召集了一支武装部队，并试图阻止亨利六世抵达莱斯特。

## 战前
5 月 18 日，还在伦敦的国王和萨默塞特公爵收到消息，约克和他的盟友已经召集了一支部队自北向伦敦进军。在萨默塞特的指示下，红衣主教托马斯·布尔奇尔写信给约克，命令他们解散。5 月 20 日，约克公爵、沃里克伯爵和索尔兹伯里伯爵在罗伊斯顿（Royston）回信宣称他们忠于国王，此次进军是为了清君侧。可能是因为担心伦敦的亲约克立场，萨默塞特将他的盟友召集到圣奥尔本斯，并于 5 月 21 日离开伦敦。得知对方动向后，约克派也带着支持者向圣奥尔本斯进军。5 月 21 日晚上，国王和萨默塞特抵达沃特福德，而约克派则在韦尔（Ware）和圣奥尔本斯之间的公路上扎营。 

## 战斗过程
2,000 人的兰开斯特军队首先抵达圣奥尔本斯，由白金汉公爵汉弗莱·斯塔福德指挥，  然后沿着通曼沟、索普威尔巷和什罗普郡巷的酒馆部署部队建立防线。由于担心萨默塞特的指挥能力，亨利六世在最后一刻决定改为由白金汉担任指挥。7,000 人的约克军队抵达东部的基菲尔德并扎营。随后双方进行了艰难的谈判，传令兵在双方指挥官之间来往穿梭。约克公爵在谈判信中明确表达了他的意图，并希望处决萨默塞特受到惩罚。几个小时后，约克方认定亨利六世国王其实并不了解谈判的内容。
对国王提出如此咄咄逼人的要求，对于约克无疑是危险的举动，但他对自己受到的拥戴具有信心。而亨利六世回信拒绝：
"以圣爱德华和英格兰王冠的名义，我将杀死每一个母亲的儿子，他们将被施以吊剖分尸之刑."

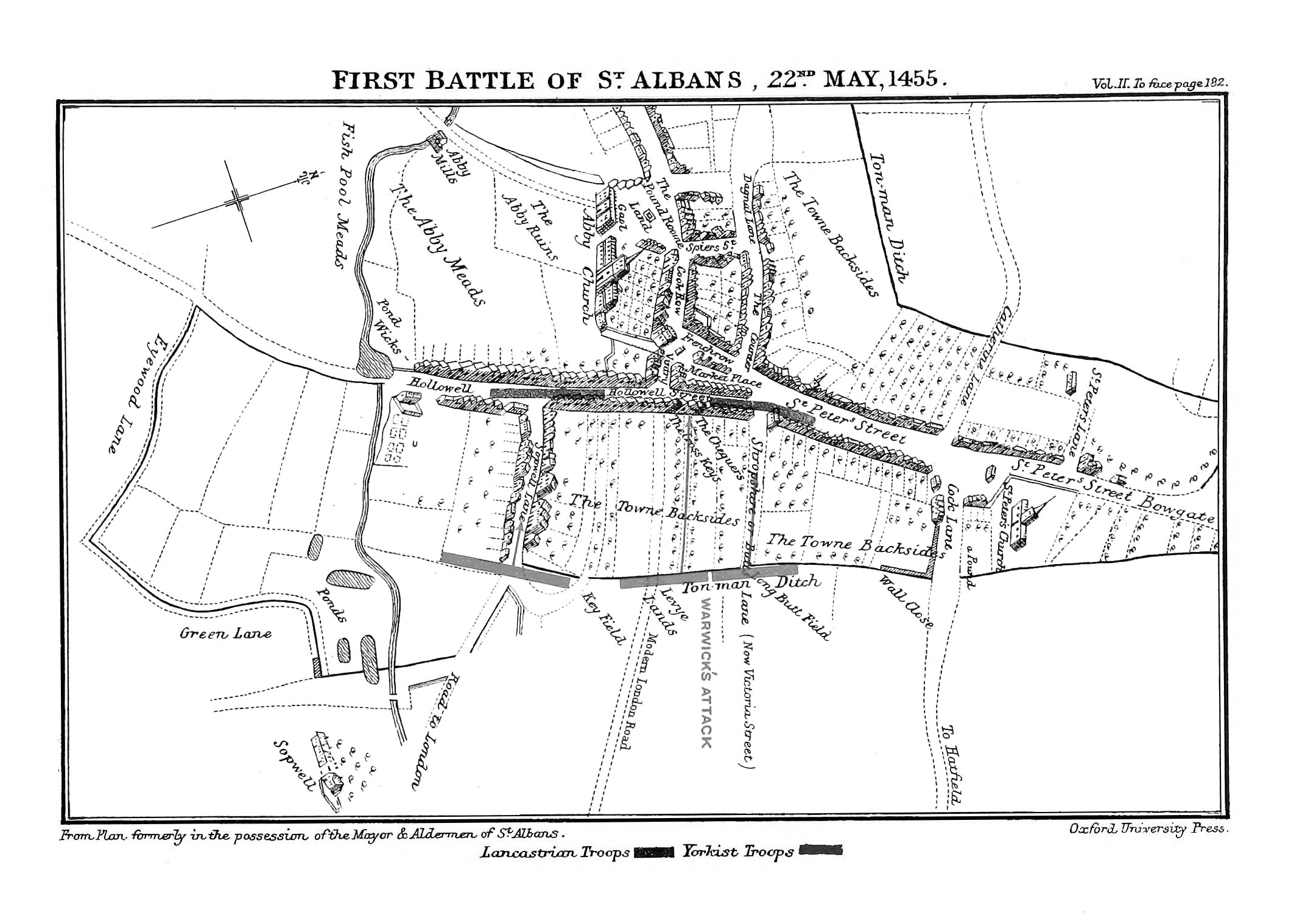
战役地图

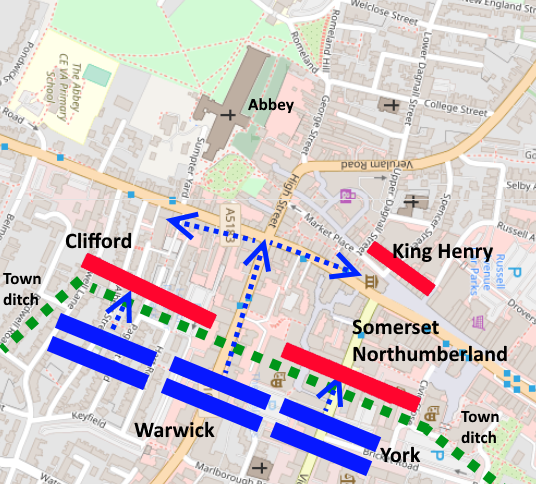
在现代地图上叠加的战役布阵

几个小时后，约克对于达成和平协议不再抱有希望，决定发起进攻。约克的军队并不愿意向国王进攻，但不幸的是，当时王旗可能因旗手威尔特伯爵詹姆士·巴特勒（James Butler, Earl of Wiltshire）的疏忽被靠在墙上，并未竖起，约克军队没有看到王旗，于是进攻开始。 
大部分国王军队被约克的突然袭击措手不及，因为他们认为这次还是会像1452年布莱克希思那样和平解决。托马斯·克利福德，第八代克利福德男爵,率领约克军队向圣彼得教堂的街垒发起两次进攻，但都被击退。。
沃里克伯爵率领一支预备队穿过后巷和花园，很快进入了镇上的集市广场。当时国王的部队主力正在那里聊天、休息。显然他们没有料到会如此之快地卷入战斗，许多人甚至没有戴上头盔。沃里克立即率军发起冲锋并击溃对手。
萨默塞特深知约克绝对不会放过他，于是在城堡旅馆寻求庇护。当约克军包围这座建筑时，萨默塞特试图逃脱。他冲上主路，越过守军的尸体，杀死了四个人，然后被击倒。诺森伯兰伯爵在试图前往城堡旅馆的避难所时被杀。珀西的盟友斯基普顿的克利福德勋爵在主路上被砍死。在沃里克命令向国王身边的人射击，杀死数人，国王和白金汉公爵也受了伤。
当街垒的国王守军意识到自己已被包抄，便放弃阵地逃离，整场战斗持续了不超过半小时。

## 战后
约克方投入战斗的大约 5,000 名战斗人员中只有不到 60 人阵亡。在政治上，这是约克和内维尔家族的彻底胜利。约克俘虏了国王并重夺权力，萨默塞特战死，内维尔家族在北方的对手诺森伯兰伯爵亨利·珀西和克利福德勋爵战死。伤者中包括白金汉公爵，德文郡伯爵托马斯·德·考特尼，贾斯珀·都铎（国王同父异母的兄弟），萨默塞特之子多塞特伯爵亨利·博福特。 26岁的沃里克伯爵因其成功的突袭而声名鹊起。
次日，约克护送亨利国王返回伦敦，几个月后被议会任命为护国公。

## 文学作品
莎士比亚的历史剧《亨利六世》第2幕结束于此次战役。
《三位一体》（康恩·伊古尔登 （Conn Iggulden） 的玫瑰战争系列的第二本，在美国被称为安茹的玛格丽特），将此战描写为约克的理查德优柔寡断，全靠沃里克的果断行动。
1. ↑  Griffiths 1981，第742頁.
2. 1 2 3  Griffiths 1981，第744頁.
3. 1 2 3  Goodman 1981，第24頁.
4. ↑  Davies 2000，第147頁.
5. 1 2  Hicks 2010，第114頁.
6. ↑  Bark, N. . Medical Hypotheses. 2002, 59 (4): 416–421  [2024-06-24]. PMID 12208181. doi:10.1016/s0306-9877(02)00145-7. （原始内容存档于2023-11-21）.
7. ↑  Hicks 2010，第107頁.
8. ↑  . : 45–46.[需要完整来源]
9. ↑  Hicks 2010，第108頁.
10. ↑  Goodman 1981，第22頁.
11. ↑  Bertram Percy Wolffe, Henry VI, (St. Edmundsbury Press, 2001), 292.
12. ↑  Sadler 2011，第7頁.
13. ↑  Sadler 2011，第9頁.
14. ↑  Hicks 2003，第35頁.
15. ↑  Jones 2015，第149頁.
16. ↑  Hicks 2010，第110頁.